# Marcin Stachecki
Kpt. Marcin Stachecki (ur. 1905, zm. 1943) – zawodowy oficer. Żołnierz Armii Krajowej.

## Życiorys
Urodził się 4 listopada 1905 w Kozłowie w rodzinie robotnika rolnego Ignacego i Katarzyny z Ludwiczaków. Był jednym z ośmiorga dzieci w tej rodzinie. Po ukończeniu 4-klasowej szkoły podjął pracę wraz z ojcem na folwarku. W 1926 r. powołano go do czynnej służby wojskowej w 55 pp. w Lesznie, którym wówczas dowodził płk. dypl. Stefan Rowecki – późniejszy gen. "Grot". Pozostał w wojsku. W 1935 r. zdał konkursowy egzamin do Szkoły Podchorążych dla podoficerów w Bydgoszczy. W 1938 r. już jako podporucznik, został skierowany do służby w 45 p. Strzelców Kresowych w Równem. Z pułkiem tym, w składzie 13 DP Armii "Prusy" walczył podczas wojny obronnej Polski w 1939 r. Wzięty do niewoli uciekł i zgłosił się w Łodzi do dyspozycji tworzącego się Związku Walki Zbrojnej. W lutym 1940 r. mianowano go zastępcą Komendanta Obwodu ZWZ w Sieradzu – kpt. Aleksandra Ogrodnika, po którego aresztowaniu przejął obowiązki używając pseudonimów: "Colliba", "Wujek", "Stary", "Świt" i in.
Stachecki kwaterę swoją przeniósł z Sieradza do Zduńskiej Woli – do Kałużewskich przy ul. Łaskiej nr 39 i poświęcił się całkowicie konspiracji. Miał do niej szczególne predyspozycje: był dobrym organizatorem, łatwo nawiązywał kontakty z ludźmi, znał świetnie język niemiecki... Z pomocą Adama Banacha, przedwojennego prezesa Stronnictwa Ludowego, dotarł do wszystkich gmin Obwodu pozyskując dla ZWZ młodzież "Wici". Ta praca dała efekty: pod koniec 1940 r. Obwód sieradzki liczył już ok. 500 zaprzysiężonych (pod koniec 1942 r. było ich ok. 2500). Odnotowano pierwsze sukcesy w sabotażu: w Rektyfikacji Spirytusu w Sieradzu i w Parowozowni w Karsznicach.
Gdy latem 1942 r. zginął dowódca Inspektoratu Sieradzkiego – mjr Bohdan Górski, funkcję jego przejął kpt. M. Stachecki przyjmując ps. "Górnik". Przeniósł się wtedy do leśniczówki Kamionka w pobliżu Wielunia, do gajowego Kuca. Miał zamiar uaktywnić Obwód wieluński, podjął pracę nad dywersją dalekiego zasięgu (wspólnie z ppor. Janem Łuczkowskim, ps. "Narocz" – dowódcą grupy "Panew").
Gdy pod koniec października 1942, w pociągu na trasie z Łodzi do Sieradza, aresztowano łączniczkę Skonkównę. Fakt ten spowodował wiele dalszych aresztowań. Aresztowany Bolesław Kosecki, dowódca Związku Odwetu w Obwodzie sieradzkim, pod wpływem tortur, ujawnił Niemcom skład materiałów wybuchowych i archiwum Obwodu, gdzie wbrew rozkazom przechowywano adresy członków konspiracji. Niemcy przeprowadzili grupowe aresztowania w grudniu 1942 r. i w styczniu 1943 r. Dla zastraszenia Polaków, przy udziale spędzonej ludności, powiesili w Karsznicach Kazimierza Kałużewskiego i Juliusza Syllę za zniszczone 18 parowozów i prowadzenie stałego sabotażu na linii kolejowej Śląsk – porty.
Kpt. M. Stacheckiego aresztowano na dworcu w Zduńskiej Woli 1 maja 1943. Wskazała go Niemcom Irena Ciesielska. Nie pomogły "żelazne" dokumenty na nazwisko volksdeutscha Emila Koschtrzewy. M. Stachecki wyrwał się Niemcom, lecz w pościgu został postrzelony. Przewieziono go do łódzkiego więzienia na ul. Sterlinga. W przemyconych grypsach ujawnił okoliczności aresztowania, prosił o truciznę. Torturowany nie załamał się. W nocy z 6/7 maja zerwał w celi bandaże i powiesił się w klęczącej pozycji. Współwięźniowie stwierdzili, że jego ciało było czarne od tortur. Nieznana jest jego mogiła. W sieradzkiej gotyckiej farze jest tablica poświęcona jego pamięci. Jedna z ulic nosi nazwę Marcina Stacheckiego – "Colliby". Irena Ciesielska, po wojnie, została skazana na 15 lat więzienia.

## Literatura
- Walter-Janke Z., Kpt. M. Stachecki w służbie nad Wartą, [w:] "Wrocławski Tygodnik Katolicki", nr 18/1969 r., s. 6-7.
- Ruszkowski A., Marcin Stachecki – nieznany bohater Ziemi Sieradzkiej, [w"] "Na sieradzkich szlakach" nr 3/1987.